# Shirin et Farhad
Pour les articles homonymes, voir Shirin (homonymie).

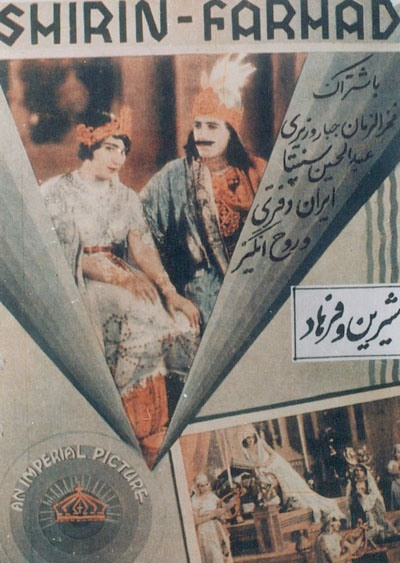
Affiche du film.

Shirin et Farhad (en Persan : شيرين و فرهاد) est un film iranien d'Abdolhossein Sepanta, sorti en 1934. 
Il s’agit d’une adaptation cinématographique de «Shirin va Farhad» du recueil de poèmes de Hakim Nezami Ganjavi, le célèbre poète persan.

## Synopsis
Alors que pour creuser un canal entre le palais et Béhistoun les ingénieurs perçoivent certaines difficultés, et c’est pourquoi les travaux n’avancent pas pour autant, un creuseur des roches de la montagne, Farhad accomplira la tâche pour arriver à sa bien-aimée, Shirin. 

## Fiche technique
- Titre original : Shirrin va Farhad
- Titre en Français : Shirrin et Farhad
- Producteur : Ardeshir Irani
- Réalisation et scénario : Abdolhossein Sepanta
- Durée : 90 minutes
- Couleur : noir et blanc
- Pays :  Iran
- Langue : Persan
- Date de sortie : 1934

## Distribution
- Abdolhossein Sepanta
- Rouhangiz Saminejad
- Fakhr Al-Zaman Jabar Vaziri
- Iran Daftari